# Сосновский сельсовет (Бессоновский район)
Сосновский сельсовет — сельское поселение в Бессоновском районе Пензенской области Российской Федерации.
Административный центр — село Сосновка.

## История
Статус и границы сельского поселения установлены Законом Пензенской области от 2 ноября 2004 года № 690-ЗПО «О границах муниципальных образований Пензенской области».

## Население
| 2002  | 2010  | 2012  | 2013  | 2014  | 2015  | 2016  |
| ----- | ----- | ----- | ----- | ----- | ----- | ----- |
| 4668  | ↗5105 | ↗5109 | ↗5157 | ↗5303 | ↗5365 | ↘5352 |
| 2017  | 2018  | 2021  |       |       |       |       |
| ↘5293 | ↘5261 | ↘4141 |       |       |       |       |

## Состав сельского поселения
| № | Населённый пункт | Тип населённого пункта       | Население |
| - | ---------------- | ---------------------------- | --------- |
| 1 | Александровка    | деревня                      | 163       |
| 2 | Васильевка       | деревня                      | 183       |
| 3 | Лопуховка        | село                         | ↗887      |
| 4 | Никольское       | деревня                      | 194       |
| 5 | Пазелки          | село                         | ↘795      |
| 6 | Сосновка         | село, административный центр | ↗2883     |